# レイクハバスシティ (アリゾナ州)
レイクハバスシティ（英: Lake Havasu City）は、アメリカ合衆国アリゾナ州モハーヴェ郡の都市。同郡で人口最大の都市である。人口は5万7144人（2020年）。レイクハバスシティ空港がある。

## 歴史
レイクハバスシティとなった町は、第二次世界大戦中にハバス湖岸にできたアメリカ陸軍航空隊休養キャンプとして始まった。レイクハバスシティは1963年にロバート・P・マカロック（マカロック・チェインソー社）による計画都市として設立された。マカロックはピッツバーグポイントと共にハバス湖東側の土地3,500エーカー (14 km²) を購入した。ピッツバーグポイントは半島部だったが後に島に変えられた。レイクハバスシティは1978年に市制を執行した。

### ロンドン橋
レイクハバスシティにある観光地はコロラド川の途中にあるハバス湖からトンプソンベイに至る人造運河に架かる長さ930フィート (280 m) のロンドン橋である。ロンドン市にあったロンドン橋が1968年に架け替えられる時に、ロンドン市から250万ドルで購われた。ロンドン橋は解体され、印を付けられた石材がレイクハバスシティまで運ばれ、さらに700万ドルを掛けて再組み立てされた。橋は1971年に開通した。
ロンドン橋はアリゾナ州ではグランド・キャニオン国立公園に次いで2番目に客の多い観光地になっている。

### 行事
レイクハバスシティは幅広い領域の人々が訪れる活動的な観光地である。春には春休みの大学生が訪れている。パーティ・コミュニティという評判があり、MTVの春休み特集で2度放映された。ハバス湖でボートを漕ぐ人にとっては3月から9月が好適である。また国際ジェットスキー・ファイナルレース、多くのプロ釣り競技会、手作りボートレガッタ、ウェスタン・ウィンター・ブラスト花火競技会、ハバス95スピードウェイ、ハバス・トライアスロン、ハバス・ハーフマラソンなども開催されている。
冬には国内やカナダの寒い地方から現役引退者が集まってくる。この期間はマカロック・ブールバードで多くの行事が開催される。

## 地理
レイクハバスシティはアメリカ合衆国国勢調査局による報告では、市域全面積は43.1平方マイル (111.6 km2)、このうち陸地が43.0平方マイル (111.5 km2) であり、水域は0.04平方マイル (0.1 km2)、水域率は0.07%である。
レイクハバスシティに通じる唯一の道はアリゾナ州道95号線であり、市の北で州間高速道路40号線と、南で同10号線と接続している。ディズニーランドを設計したC・V・ウッドがロバート・マカロックに雇われて、レイクハバスシティの特徴ある道路体系を設計した。

## 気候
レイクハバスシティは砂漠気候にある。冬季、日中の最高気温は62°F (16℃) から 86°F (30℃) まで変化するのが通常である。冬の最低気温は 42°F から 58°F (6℃ - 14℃) である。時として 40 °F (4 ℃) 以下になることもあるが、霜が降りることは無い。夏は厳しい暑さであり、最高気温は 108°F と 124°F (42℃ - 51℃) の間に留まる。122°F (50℃) を超えるのも稀ではない。7月と8月の夜間の最低気温は 84°F to 95°F (29℃ - 35℃) であり、9月では77°F から 86°F (25℃-30℃) となっている。
夜間の最低気温過去最高は2003年7月22日の 98°F (37℃) だった。
年間平均降水量は3.28インチ (83 mm) である。年間平均気温は75.7°F (24.3℃) である。
レイクハバスシティでは1994年6月29日に 128 °F (53 ℃) に達し、過去最高気温となった。2007年1月15日には過去最低の 24 °F (-4 ℃) となった。
| レイクハバスシティの気候                  | レイクハバスシティの気候 | レイクハバスシティの気候 | レイクハバスシティの気候 | レイクハバスシティの気候 | レイクハバスシティの気候 | レイクハバスシティの気候 | レイクハバスシティの気候 | レイクハバスシティの気候 | レイクハバスシティの気候 | レイクハバスシティの気候 | レイクハバスシティの気候 | レイクハバスシティの気候 | レイクハバスシティの気候 |
| 月                                        | 1月                      | 2月                      | 3月                      | 4月                      | 5月                      | 6月                      | 7月                      | 8月                      | 9月                      | 10月                     | 11月                     | 12月                     | 年                       |
| ----------------------------------------- | ------------------------ | ------------------------ | ------------------------ | ------------------------ | ------------------------ | ------------------------ | ------------------------ | ------------------------ | ------------------------ | ------------------------ | ------------------------ | ------------------------ | ------------------------ |
| 最高気温記録 °C （°F）                    | 28 (82)                  | 32 (89)                  | 38 (100)                 | 42 (107)                 | 47 (117)                 | 53 (128)                 | 52 (126)                 | 51 (123)                 | 48 (118)                 | 43 (109)                 | 35 (95)                  | 28 (82)                  | 53 (128)                 |
| 平均最高気温 °C （°F）                    | 19.3 (66.7)              | 21.7 (71.0)              | 26.2 (79.1)              | 30.6 (87.1)              | 36.3 (97.4)              | 41.3 (106.3)             | 44.1 (111.3)             | 43.3 (110.0)             | 39.9 (103.9)             | 32.6 (90.7)              | 24.3 (75.7)              | 18.2 (64.8)              | 31.5 (88.7)              |
| 平均最低気温 °C （°F）                    | 6.8 (44.2)               | 8.7 (47.6)               | 11.4 (52.5)              | 15.2 (59.4)              | 20.7 (69.2)              | 25 (77.0)                | 29.5 (85.1)              | 29.1 (84.3)              | 24.7 (76.5)              | 17.1 (62.8)              | 10.7 (51.3)              | 6.4 (43.6)               | 17.1 (62.8)              |
| 最低気温記録 °C （°F）                    | −4 (24)                  | 0 (32)                   | 3 (37)                   | 7 (44)                   | 9 (49)                   | 16 (60)                  | 20 (68)                  | 22 (71)                  | 16 (61)                  | 7 (44)                   | −1 (30)                  | 0 (32)                   | −4 (24)                  |
| 降水量 mm （inch）                        | 15.7 (0.62)              | 11.7 (0.46)              | 9.7 (0.38)               | 2 (0.08)                 | 0.5 (0.02)               | 0.3 (.01)                | 3.8 (0.15)               | 7.1 (0.28)               | 7.9 (0.31)               | 7.1 (0.28)               | 7.1 (0.28)               | 10.7 (0.42)              | 83.3 (3.28)              |
| 出典：http://www.wrcc.dri.edu August 2010 |                          |                          |                          |                          |                          |                          |                          |                          |                          |                          |                          |                          |                          |

## 人口動態
以下は2000年の国勢調査による人口統計データである。
| 基礎データ - 人口: 41,938人 - 世帯数: 17,911世帯 - 家族数: 12,716家族 - 人口密度: 376.2人/km2（974.4人/mi2） - 住居数: 23,018軒 - 住居密度: 206.5軒/km2（534.8軒/mi2） 人種別人口構成 - 白人: 94.35% - アフリカン・アメリカン: 0.31% - ネイティブ・アメリカン: 0.69% - アジア人: 0.58% - 太平洋諸島系: 0.10% - その他の人種: 2.51% - 混血: 1.46% - ヒスパニック・ラテン系: 7.86% 年齢別人口構成 - 18歳未満: 19.4% - 18-24歳: 5.7% - 25-44歳: 21.6% - 45-64歳: 27.7% - 65歳以上: 25.5% - 年齢の中央値: 48歳 - 性比（女性100人あたり男性の人口） - 総人口: 96.8 - 18歳以上: 94.3 | 世帯と家族（対世帯数） - 18歳未満の子供がいる: 22.5% - 結婚・同居している夫婦: 59.4% - 未婚・離婚・死別女性が世帯主: 7.7% - 非家族世帯: 29.0% - 単身世帯: 22.8% - 65歳以上の老人1人暮らし: 11.8% - 平均構成人数 - 世帯: 2.32人 - 家族: 2.69人 収入と家計 - 収入の中央値 - 世帯: 36,499 米ドル - 家族: 41,393米ドル - 性別 - 男性: 31,594米ドル - 女性: 21,576米ドル - 人口1人あたり収入: 20,403米ドル - 貧困線以下 - 対人口: 9.5% - 対家族数: 6.6% - 18歳未満: 15.8% - 65歳以上: 5.2% |

2007年、リロケートアメリカがレイクハバスシティをアメリカで住みたい場所100傑の1つに挙げた。CNNも国内で退職者の都市の上位に挙げている。

## 教育
レイクハバスシティの公共教育はレイクハバス統合教育学区が管轄している。現在小学校6校、中学校1校、高校2校および幾つかのオルターナティブスクールがある。学校年の終わりに厳しい予算削減を行っており、デイトナ中学校を廃止し、6年生を小学校に、7年生と8年生を他の中学校に移した。2008年、雑誌フォーブスの全国的な調査で、レイクハバスシティは「アメリカで最も教育がなされていない都市」に挙げられ、市内に住むカレッジ以上の卒業生が最も少ないことを指摘された。
モハーヴェ・コミュニティ・カレッジは市内にある。アリゾナ州立大学が中心街に新しく4年制カレッジのキャンパスを建設すると発表し、2012年10月にオープンする予定である。

## 政府
レイクハバスシティは市政委員会・シティマネジャー方式を採用している。市長と6人の市政委員は2年ごとに半数が改選される4年任期である。市政委員会は市の政策と方向付けを与え、シティマネジャーを指名する。シティマネジャーは政策を実行し、日々の運営を監督する。市憲章に拠れば市の部門長はシティマネジャーが指名することになっている。
2008年11月時点で市の有権者の64％は共和党支持、35％は民主党支持、残り1％が独立系である。

## 著名な住人
- マイケル・ビーン、映画俳優
- ジム・ヒース、ブロードキャスター、 オハイオ・ニューズ・ネットワーク
- ロバートP・マカロック、マカロック社CEO、レイクハバスシティ設立者
- ボブ・ミラッキ、元メジャーリーグベースボールの投手

## 大衆文化の中で
Day of the Wolvesはリチャード・イーガンが出演し1971年に公開された強盗映画である。フェルデ・グロフ・ジュニアが監督、脚本、制作を行った。できたばかりのレイクハバスシティで撮影された最初の映画になった。
ロンドン橋がアリゾナに移されたことで、1985年に制作されたテレビ映画Bridge Across Timeのもとになった。E・W・スワックハマーが監督、デビッド・ハッセルホフとステファニー・クラマーが出演した。この映画ではレイクハバスシティにおける連続殺人がロンドン橋のレンガに移ってアメリカに運ばれた、「切り裂きジャック」の魂のせいにされている。
ソフトコア成人映画のSavage Beachは1989年にレイクハバスシティで撮影された。アンディ・シダリスが監督し、雑誌プレイボーイの中綴じモデルのドナ・スペアとホープ・マリー・カールトンが出演した。
もう一つのソフトコア成人映画Gunsも1990年にレイクハバスシティで撮影された。やはりアンディ・シダリスが監督し、南アメリカの銃密輸業者にまつわる筋であり、美しい政府エージェントの部隊がその事業から彼を締め出すために派遣される。
2009年の映画ピラニア3Dはレイクハバスシティで撮影された。映画の中ではレイクビクトリアと呼ばれている。アレクサンダ・アジャが監督し、エリザベス・シュー、ケリー・ブルック、リチャード・ドレイファス、ジェリー・オコンネルおよびクリストファー・ロイドが出演している。この映画は1978年の映画ピラニアのリメークである。2010年8月19日木曜日にレイクハバスシティで封切られ、8月20日に全国公開された。

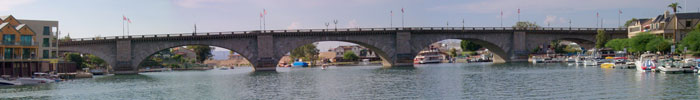
ロンドン橋

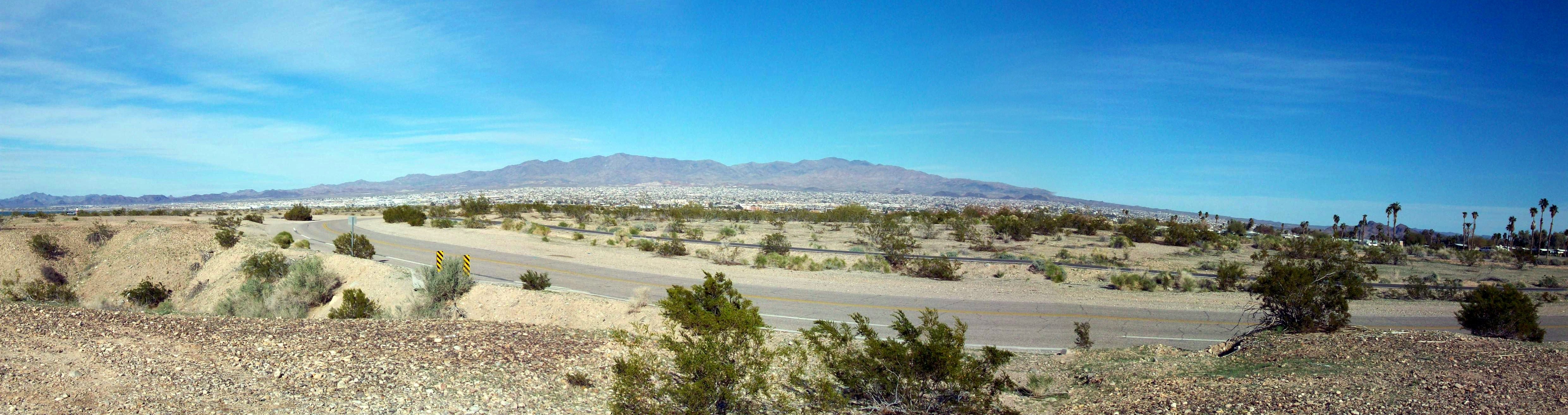
レイクハバスシティ

## 見どころ
- ロンドン橋
- ノーティカル・ビーチフロント・リゾート
- ハバス湖とコロラド川
- ウィラー公園
- ハバス湖歴史協会
- ハバス95スピードウェイ
- 水性植物センター
- ハバス・スケートボードおよびモトクロス公園
- ロータリー公園
- タートル・ビーチ・バー
- ハバス湖の店舗
- ハバス湖芸術コレクション
- レイクハバスシティ空港
- サンドポイント・マリーナRVリゾート